# Cryptochironomus dneprinus
Cryptochironomus dneprinus är en tvåvingeart som först beskrevs av Pankratova 1964.  Cryptochironomus dneprinus ingår i släktet Cryptochironomus och familjen fjädermyggor. Inga underarter finns listade i Catalogue of Life.